# Конголезские белозубки
Конголезские белозубки (лат. Paracrocidura) — род млекопитающих семейства землеройковых.

## Описание
Белозубки этого рода внешне напоминают белозубок рода Crocidura, но отличаются относительно большой головой и деталями в строении зубов. Ноги и хвост относительно короткие, тонкий, короткий мех чёрного, серого или тёмно-коричневого цвета. Эти животные достигают длины 65-96 мм, длина хвоста 33-46 мм, вес от 13 до 16 грамм.

## Распространение
Ареал простирается от Камеруна и Центрально-Африканской Республики до востока Демократической Республики Конго и Уганды. Их среда обитания — это тропические леса на высоте от 200 до 2350 метров над уровнем моря.

## Образ жизни
Об образе жизни этих животных известно мало, скорее всего, они живут в нижнем ярусе, просматривая лежащие на земле листья в поисках корма.

## Виды
Известно три вида:
- Конголезская белозубка (Paracrocidura schoutedeni) населяет Камерун и Демократическую Республику Конго;
- Большая конголезская белозубка (Paracrocidura maxima) крупнее конголезской белозубки, населяет восток Демократической Республики Конго, Руанду и Уганду;
- Белозубка Грюера (Paracrocidura graueri) известна по единственному экземпляру, найденному в горах Itombwe в Демократической Республике Конго.